# Juprelle
Juprelle (valonski: Djouprele) je općina u Belgiji u valonskom dijelu zemlje, koji upravno spada pod pokrajinu Liège. Geografski ova općina se nalazi u regiji Hesbaye. Unatoč blizini Liègea ovo mjesto je zadržalo svoj ruralni izgled. Nalazi se na državnoj cesti koja spaja Liège i Tongeren.

## Naselja
Fexhe-Slins, Juprelle, Lantin, Paifve, Slins, Villers-Saint-Siméon, Voroux-lez-Liers i Wihogne (Nudorp na nizozemskom).

## Vanjske poveznice
- Službena stranica